# Consolidação da Revolução Iraniana
A consolidação da Revolução Iraniana refere-se a um processo turbulento de estabilização da República Islâmica, após a conclusão da revolução. Depois que o Xá do Irã e seu regime foram derrubados pelos revolucionários em fevereiro de 1979, o Irã estava em um "modo de crise revolucionária", até 1982 ou 1983. Sua economia e o aparato do governo entraram em colapso. Forças militares e de segurança estavam em desordem.
Após os eventos da revolução, guerrilhas marxistas e partidos federalistas revoltaram-se em algumas regiões que incluem o Cuzistão, o Curdistão e Gonbad-e Qabus, que resultaram em combates entre eles e as forças revolucionárias. Essas revoltas começaram em abril de 1979 e duraram entre vários meses a mais de um ano, dependendo da região. Documentos recentemente publicados mostram que os Estados Unidos temiam essas revoltas. O conselheiro de segurança nacional Zbigniew Brzezinski discutiu com sua equipe sobre uma possível invasão americana do Irã usando bases e territórios turcos se os soviéticos decidissem repetir o cenário do Afeganistão no Irã.
Entre 1982 e 1983, Khomeini e seus partidários haviam esmagado as facções rivais e consolidado o poder. Os elementos que desempenharam um papel tanto na crise quanto em seu fim foram a crise dos reféns no Irã, a invasão do Irã pelo Iraque de Saddam Hussein e a presidência de Abolhassan Banisadr.

## Conflitos entre revolucionários
Com a queda do Xá, a cola que unificou as várias facções ideológicas (religiosa, liberal, secularista, marxista e comunista) e de classe (comerciantes, a classe média secular, os pobres) durante a revolução - oposta ao Xá - desapareceu. Diferentes interpretações dos objetivos gerais da revolução (um fim à tirania, mais influência islâmica e menos americana e ocidental, mais justiça social e menos desigualdade) e interesses diferentes competiam por influência.
Alguns observadores acreditam que "o que começou como uma revolução popular autêntica e anti ditatorial, baseada em uma ampla coalizão de todas as forças anti-Xá, logo se transformou em um fundamentalismo islâmico, que teve apoio significativo dos aliados não-teocráticos de Khomeini, que pensavam que ele pretendia ser mais um guia espiritual do que um governante. Khomeini, de 70 anos, que nunca ocupou cargos públicos, esteve fora do Irã por mais de uma década, tendo dito aos entrevistados coisas como "os dignitários religiosos não querem governar".
Outros viam Khomeini como uma força "esmagadora hegemonia ideológica, política e organizacional", e grupos não-teocráticos nunca desafiaram seriamente o movimento de apoio popular de Khomeini.
Outra ponto de vista era o dos partidários do governo (como Hamid Ansari), que insistia que os iranianos que se opõem ao novo governo eram "quintos colunistas" liderados por países estrangeiros que tentavam derrubar o governo iraniano.
Khomeini e seus partidários nas organizações revolucionárias prevaleceram, fazendo uso de aliados indesejados, como o Governo Provisório Revolucionário de Mehdi Bazargan) e eliminando adversários para o palco político do Irã, e implementou o projeto velayat-faqih de Khomeini para uma República Islâmica liderada por ele mesmo como Líder Supremo.

## Organizações da revolução
Os órgãos mais importantes da revolução foram o Conselho Revolucionário, a Guarda Revolucionária, os Tribunais Revolucionários, o Partido Republicano Islâmico e, no nível local, as células revolucionárias transformaram-se em comitês locais (komitehs).
Enquanto o moderado Bazargan e seu governo (temporariamente) tranquilizavam a classe média, tornou-se evidente que eles não tinham poder sobre os corpos revolucionários khomeinistas, particularmente o Conselho Revolucionário (o "poder real" no estado revolucionário) e depois o Partido Republicano Islâmico. Inevitavelmente, a autoridade sobreposta do Conselho Revolucionário (que tinha o poder de aprovar leis) e o governo de Bazargan eram uma fonte de conflito, apesar do fato de que ambos haviam sido aprovados e/ou postos em prática por Khomeini.
Este conflito durou apenas alguns meses, no entanto, como o governo provisório caiu logo após os funcionários da embaixada americana foram feitos reféns em 4 de novembro de 1979. A renúncia de Bazargan foi recebida por Khomeini sem queixas, que disse: "O sr. Bazargan... estava um pouco cansado e preferiu ficar à margem por um tempo". Khomeini depois descreveu sua nomeação de Bazargan como um "erro".
A Guarda Revolucionária, ou Pasdaran-e Enqelab, foi estabelecida por Khomeini em 5 de maio de 1979, como um contrapeso tanto para os grupos armados da esquerda quanto para os militares iranianos, que faziam parte da base de poder do xá. 6.000 pessoas foram inicialmente alistadas e treinadas, mas a guarda acabou se transformando em uma força militar "em grande escala". Foi descrita como "sem dúvida a instituição mais forte da revolução".
Servindo sob o Pasdaran estavam/estão a Baseej-e Mostaz'afin ("Mobilização Oprimida"), voluntários originalmente compostos por aqueles muito velhos ou jovens para servir em outros corpos. A Baseej também tem sido usada para atacar manifestantes e jornais que acreditam ser inimigos da revolução.
Outra organização revolucionária foi o Partido Republicano Islâmica começou por Seyyed Mohammad Hosseini Beheshti, braço direito de Khomeini, em fevereiro de 1979. Formado por comerciantes e o clero político, o Partido trabalhou para estabelecer um governo teocrático de Velayat-e Faqih no Irã, manobrando adversários e exercendo o poder nas ruas por meio do Hezbollah.
Os primeiros komiteh ou Comitês Revolucionários "surgiram em toda parte" como organizações autônomas no final de 1978. Depois que a monarquia caiu, os comitês cresceram em número e poder, mas não em disciplina Somente em Teerã havia 1.500 comitês. Os komiteh serviram como "os olhos e ouvidos" do novo governo, e são creditado pelos críticos por "muitas detenções arbitrárias, execuções e confiscos de propriedade".
Também reforçando a vontade do novo governo estavam os hezbollahi (seguidores do Partido de Deus), que atacavam manifestantes e escritórios de jornais críticos de khomeini.

### Grupos anti Khomeini
Dois grandes grupos políticos formados após a queda do xá, que entraram em confronto com grupos pró-Khomeini e foram eventualmente suprimidos, foram a Frente Nacional Democrática (FND) e o Partido Republicano do Povo Muçulmano (PRPM). O primeiro era uma versão um pouco mais esquerdista da Frente Nacional. O PRPM era um concorrente do Partido Republicano Islâmico que, diferentemente desse órgão, favorecia o pluralismo, se opunha a execuções sumárias e ataques a manifestações pacíficas e estava associado ao grão-aiatolá Mohammad Kazem Shariatmadari.

## Estabelecimento do governo da República Islâmica

### Referendo de 12 de Farvardin
Nos dias 30 e 31 de março (10 e 11 de Farvardin) foi realizado um referendo sobre a substituição da monarquia por uma "República Islâmica" - um termo não definido na cédula. Apoiando a votação e a mudança estavam o Partido Republicano Islâmico, o Movimento pela Liberdade do Irã, a Frente Nacional, o Partido da República Popular Muçulmana e o Partido Tudeh. Exortando um boicote estavam a Frente Democrática Nacional, Fadayan, e vários partidos curdos. Khomeini pediu um grande comparecimento, e a maioria dos iranianos apoiou a mudança. Após a votação, o governo anunciou que 98,2% haviam votado a favor, e Khomeini declarou o resultado uma vitória dos "oprimidos contra os arrogantes".

### Escrita da constituição
Em 18 de junho de 1979, o Movimento da Liberdade divulgou seu rascunho de constituição para a República Islâmica em que estava trabalhando desde que Khomeini estava no exílio. Incluía um Conselho dos Guardiões para vetar a legislação não-islâmica, mas não tinha um Governante Jurista Guardião. Setores esquerdistas acharam o esboço muito conservador e queriam grandes mudanças, mas Khomeini declarou que o texto estava "correto". Para aprovar a nova constituição, foi eleita a Assembléia de Peritos para a Constituição, com 73 membros. Críticos reclamaram que "manipulação de votos, violência contra candidatos indesejáveis e disseminação de informações falsas" foram usadas para "produzir uma assembléia predominantemente dominada por clérigos leais a Khomeini".
A Assembléia foi originalmente concebida como uma maneira de acelerar o projeto de constituição, a fim de evitar as alterações da esquerda. Ironicamente, Khomeini e a assembleia rejeitaram a constituição - apesar de sua correção - e Khomeini declarou que o novo governo deveria se basear "100% no Islã".
Entre agosto e novembro de 1979, a Assembléia começou a elaborar uma nova constituição, que os esquerdistas consideraram ainda mais questionável. Além do Presidente, a Assembléia acrescentou em um posto mais poderoso do Governante Jurista Guardião, destinado a Khomeini, que controlava os serviços militares e de segurança e tinha o poder de nomear vários altos funcionários do governo e do judiciário. O poder e o número de clérigos no Conselho dos Guardiões aumentaram. O Conselho recebeu o controle sobre as eleições para o Presidente, o Parlamento e os "especialistas" que elegeram o Líder Supremo, bem como as leis aprovadas pela legislatura.
A nova constituição foi aprovada por referendo em 2 e 3 de dezembro de 1979. Foi apoiada pelo Conselho Revolucionário e outros grupos, mas oposta por alguns clérigos, incluindo o aiatolá Mohammad Kazem Shariatmadari, e por secularistas como a Frente Nacional, que pediu um boicote. Mais uma vez, mais de 98% foram declarados como tendo votado a favor, mas o comparecimento foi menor do que para o referendo sobre uma república islâmica.

## Crise de reféns
Um fato que ajudou a aprovar a constituição, suprimir os moderados e radicalizar a revolução foi o sequestro de 52 diplomatas americanos por mais de um ano. No final de outubro de 1979, o Xá exilado e moribundo foi internado nos Estados Unidos para tratamento de câncer. No Irã, houve um clamor imediato e tanto Khomeini quanto grupos de esquerda exigiram o retorno do Xá ao Irã para julgamento e execução. Em 4 de novembro de 1979, jovens islâmicos, chamando-se seguidores de estudantes muçulmanos da linhagem do imame, invadiram o complexo da embaixada e sequestraram sua equipe. Os revolucionários se lembravam de como, 26 anos antes, o Xá havia fugido para o exterior enquanto a CIA e a inteligência britânica organizaram um golpe de estado para derrubar seu oponente nacionalista.
A crise de reféns foi muito popular e continuou por meses, mesmo após a morte do Xá. Como Khomeini explicou ao seu futuro Presidente Banisadr, 
 Essa ação tem muitos benefícios... Isso uniu o nosso povo. Nossos adversários não se atrevem a agir contra nós. Podemos colocar a constituição ao voto do povo sem dificuldade e realizar eleições presidenciais e parlamentares. 
 Com grande publicidade, os estudantes liberaram documentos da embaixada americana - ou "ninho de espiões" - mostrando que líderes iranianos moderados haviam se encontrado com oficiais dos EUA (evidências semelhantes de que altos islamistas fizeram isso não viram a luz do dia). Entre as vítimas da crise dos reféns estava o primeiro-ministro Bazargan, que renunciou em novembro, incapaz de cumprir a ordem do governo de libertar os reféns. É a partir deste momento que "o termo 'liberal' se tornou uma designação pejorativa para aqueles que questionaram as tendências fundamentais da revolução", afirma Hamid Algar, um defensor de Khomeini.
O prestígio de Khomeini e a tomada de reféns aumentaram ainda mais quando uma tentativa americana de resgatar os reféns fracassou por causa de uma tempestade de areia, amplamente acreditada no Irã como resultado de uma intervenção divina. Outro efeito de longo prazo da crise foi um dano para a economia iraniana, que estava, e continua a estar, sujeita às sanções econômicas americanas.

## Guerra Irã-Iraque
Em setembro de 1980, o Iraque, cujo governo era sunita e nacionalista árabe, invadiu o Irã xiita em uma tentativa de tomar a província do Cuzistão, rica em petróleo, e destruir a revolução ainda em seu princípio. Diante dessa ameaça externa, os iranianos se uniram em seu novo governo. O país foi "galvanizado" e o fervor patriótico ajudou a parar e reverter o avanço iraquiano. No início de 1982, o Irã havia recuperado quase todo o território perdido durante a invasão.
Como a crise dos reféns, a guerra serviu como uma oportunidade para o governo fortalecer o ardor revolucionário islâmico à custa de seus aliados remanescentes que se transformaram em opositores, como a Organização dos Mujahidin do Povo Iraniano (MeK). A Guarda Revolucionária cresceu em autoconfiança e números. Os comitês revolucionários se afirmaram, impondo apagões, toques de recolher e busca de veículos por subversivos. Cartões de racionamento de comida e combustível foram distribuídos nas mesquitas, "fornecendo às autoridades outros meios para assegurar a conformidade política". Embora enormemente onerosa e destrutiva, a guerra "rejuvenesceu o movimento pela unidade nacional e a revolução islâmica" e "inibiu debates e disputas sectaristas" no Irã.

## Supressão da oposição
No início de março, Khomeini anunciou: "não uso esse termo 'democrático'. Esse é o estilo ocidental", dando aos liberais pró-democracia (e depois esquerdistas) uma amostra do que estaria por vir.
A Frente Democrática Nacional foi banida em agosto de 1979, o governo provisório foi destituído em novembro, o Partido da República Popular Islâmica banido em janeiro de 1980, os guerrilheiros Mujahedin do Irã foram atacados em fevereiro de 1980, um expurgo de universidades foi iniciado em março de 1980, o presidente e islamista de esquerda Abolhassan Banisadr sofreu um impeachment em junho de 1981.
As explicações a repressão oposição incluem sua falta de unidade. Segundo Asghar Schirazi, os moderados careciam de ambição e não eram bem organizados, enquanto os radicais (como os Mujahedin do Povo do Irã) eram "irreais" quanto ao conservadorismo das massas iranianas e despreparados para trabalhar com moderados na luta contra a teocracia. Islamitas moderados, como Banisadr, eram "crédulos e submissos" em relação a Khomeini.

### Mahmoud Taleghani
Em abril de 1979, o aiatolá Mahmoud Taleghani, partidário da esquerda, advertiu contra um "retorno ao despotismo". Guardas Revolucionários responderam prendendo dois de seus filhos, mas milhares de seus partidários marcharam nas ruas gritando "Taleghani, você é a alma da revolução! Abaixo os reacionários!". Khomeini convocou Taleghani para Qom, onde ele recebeu severas críticas, após as quais a imprensa foi chamada e informada por Khomeini: "O sr. Taleghani está conosco e sente muito pelo que aconteceu". Khomeini não se referia mais a ele como aiatolá Taleghani.

### Fechamentos de jornais
Em meados de agosto, pouco depois da eleição da Assembléia de Peritos, várias dezenas de jornais e revistas que se opunham à ideia de governo islâmico de Khomeini - o governo teocrático de juristas ou velayat-e faqih - foram fechados, sob uma lei de imprensa que proibia "políticas e atos contra-revolucionários". Protestos contra o fechamento da imprensa foram organizados pela Frente Democrática Nacional (FDN), e dezenas de milhares de pessoas se aglomeraram nos portões da Universidade de Teerã. Khomeini denunciou com raiva estes protestos dizendo: "nós pensamos que estávamos lidando com seres humanos. É evidente que não estamos." Ele condenou os manifestantes como 
 "animais selvagens. Não os toleraremos mais ... Depois de cada revolução, vários milhares desses elementos corruptos são executados em público e queimados, e a história acaba. Eles não estão autorizados a publicar jornais." 
 Centenas de pessoas foram feridas por "pedras, porretes, correntes e barras de ferro" quando o Hezbollahi atacou os manifestantes. Antes do final do mês, um mandado foi emitido para a prisão do líder da FDN.

### Partido Republicano do Povo Muçulmano
Em dezembro, o partido islâmico moderado Partido Republicano do Povo Muçulmano (PRPM) e seu líder espiritual, Mohammad Kazem Shariatmadari, haviam se tornado um novo ponto de convergência para os iranianos que desejavam a democracia e não a teocracia. No início de dezembro, tumultos eclodiram na região natal de Shariatmadari, o Azerbaijão. Membros do PRPM e seguidores de Shariatmadari em Tabriz tomaram as ruas e tomaram a estação de televisão, usando-a para "transmitir demandas e queixas". O governo reagiu rapidamente, enviando a Guarda Revolucionária para retomar a estação de TV, mediadores para desarmar as queixas e encenou uma massiva contra-manifestação pró-Khomeini em Tabriz. O partido foi suprimido com muitos partidários do ancião Shariatmadari sendo colocados em prisão domiciliar, dois dos quais foram executados posteriormente.

### Esquerda islâmica
Em janeiro de 1980, Abolhassan Banisadr, assessor de Khomeini, foi eleito presidente do Irã. Ele se opôs ao mais radical da Partido da República Islâmica (PRI), que controlava o parlamento, tendo vencido a primeira eleição parlamentar de março a maio de 1980. Banisadr foi compelido a aceitar um primeiro-ministro indicado pelo PRI, Mohammad-Ali Rajai, que declarou "incompetente". Tanto Banisadr como o PRI foram apoiados por Khomeini.
Ao mesmo tempo, antigos aliados revolucionários dos Khomeinistas - do grupo de guerrilha MeK - estavam sendo reprimidos pelos Khomeinistas. Khomeini atacou a MeK como elteqati (eclético), contaminado com Gharbzadegi ("a peste ocidental"), e como monafeqin (hipócritas) e kafer (incrédulos). Em fevereiro de 1980, os ataques concentrados por parte dos hezbollahi começaram nos locais de reunião, livrarias, e bancas de jornal dos Mujahideen e outros esquerdistas, obrigando a esquerda iraniana a agir na clandestinidade.
No mês seguinte teve início a "Revolução Cultural Iraniana". As universidades, um bastião de esquerda, foram fechadas por dois anos para eliminá-las dos opositores ao regime teocrático. Um expurgo da burocracia estatal começou em julho. 20.000 professores e quase 8.000 oficiais militares considerados "ocidentalizados" foram dispensados.
Khomeini às vezes sentia a necessidade de usar o takfir (declarar alguém culpado de apostasia, um crime capital) para lidar com seus oponentes. Quando líderes da Frente Nacional pediram uma manifestação em meados de 1981 contra uma nova lei sobre os qesas, ou retaliação islâmica tradicional por um crime, Khomeini ameaçou seus líderes com a pena de morte por apostasia "se eles não se arrependessem". Os líderes do Movimento da Liberdade do Irã e Banisadr foram compelidos a pedir perdão na televisão e no rádio porque apoiaram o apelo da Frente.
Em março de 1981, uma tentativa de Khomeini de forjar uma reconciliação entre os líderes de Banisadr e PRI fracassou e Banisadr se tornou um ponto de convergência "para todos os que duvidavam e dissidentes" da teocracia, incluindo a MeK. Três meses depois, Khomeini se aliou ao Partido da República Islâmica contra Banisadr, que então lançou um apelo por "resistência à ditadura". Comícios em favor de Banisadr foram reprimidos pelo Hezbollahi, e ele sofreu um impeachment pelos Majlis.
A MeK retaliou com uma campanha de terror contra o PRI. Em 28 de junho de 1981, um atentado ao escritório do Partido da República Islâmica matou cerca de 70 funcionários de alto escalão, membros do gabinete e membros do parlamento, incluindo Mohammad Beheshti, secretário-geral do partido e chefe do sistema judicial do Partido Islâmico. Seu sucessor, Mohammad Javad Bahonar, foi por sua vez assassinado em 2 de setembro. Estes eventos e outros assassinatos enfraqueceram o Partido Islâmico, mas o esperado levante em massa e luta armada contra os seguidores de Khomeini foi esmagado.
Outra oposição ao governo Khomeinista também foi violenta. Os guerrilheiros comunistas e os partidos federalistas revoltaram-se em algumas regiões que incluem o Cuzistão, o Curdistão e Gonbad-e Qabus, o que resultou na luta entre eles e forças revolucionárias. Essas revoltas começaram em abril de 1979 e duraram vários meses ou anos, dependendo da região. Em maio de 1979, o Grupo Furqan (Guruh-i Furqan) assassinou um importante tenente de Khomeini, Morteza Motahhari .

### Artigos históricos
- A História da Revolução - um recurso detalhado da BBC World Service Persian Branch, dedicado à Revolução Iraniana (gravações em áudio em persa, transcrições em inglês).
- A Reunião - O Xá da Corte do Irã - A BBC Radio 4 apresenta um programa de áudio com reminiscências da Revolução Iraniana por membros-chave da elite pré-revolucionária.
- O papel de Brzezinski na Revolução Iraniana de 1979, Payvand, 10 de março de 2006.
- A Revolução Iraniana
- A revolução iraniana, o Cyber Essays.
- A revolução islâmica, Internews.

### Artigos analíticos
- A Última Grande Revolução Turbulência e Transformação no Irã por Robin Wright.
- Revolução Islâmica por Bernard Lewis
- Revolução Islâmica: Uma troca por Abbas Milani, Tomis Kapitan, Resposta por Bernard Lewis
- O que os iranianos estão sonhando? de Michel Foucault
- As seduções do islamismo, Revisitando Foucault e a Revolução Iraniana por Janet Afary e Kevin B. Anderson
- O contexto religioso da revolução de 1979 no Irã
- O que acontece quando os islamistas assumem o poder? O caso do Irã
- Poder? O caso do Irã, a Revolução Iraniana por Ted Grant
- Análise de Classe da Revolução Iraniana de 1979 por Satya J. Gabriel
- A causa da revolução iraniana por Jon Curme
- História do Invicto, Algumas palavras em comemoração à Revolução de 1979 Por Mansoor Hekmat, Pensador Comunista e Revolucionário

### A Revolução em imagens
- iranrevolution.com por Akbar Nazemi
- Revolução Iraniana, Fotos de Kaveh Golestan
- As Fotos do Kave Kazemi
- A Revolução Iraniana em Imagens
- Revolução iraniana em fotos, BBC World
- Slideshow com comentário em áudio do legado da revolução iraniana após 30 anos

### A Revolução em vídeos
- Arquivo de Vídeo da Revolução Iraniana